# Vilhelm af Slesvig-Holsten-Sønderborg-Glücksborg (1816-1893)
Prins Vilhelm til Slesvig-Holsten-Sønderborg-Glücksborg (10. april 1816 – 5. september 1893) var en dansk-tysk prins af Slesvig-Holsten-Sønderborg-Glücksborg, der var søn af Hertug Vilhelm af Slesvig-Holsten-Sønderborg-Glücksborg og prinsesse Louise Karoline af Hessen-Kassel. Prins Vilhelm var storebror til Kong Christian 9. af Danmark.

## Eksterne links
- Wikimedia Commons har flere filer relateret til Vilhelm af Slesvig-Holsten-Sønderborg-Glücksborg (1816-1893)
- Hans den Yngres efterkommere